# Kenorland

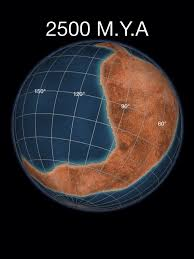
Hình ảnh tái tạo lại hình dạng chính xác một cách tương đối của lục địa Kenorland khoảng 2,5 triệu năm trước.

Sự trôi dạt của các lục địa

Kenorland là một siêu lục địa đã tồn tại trong đại Tân Thái Cổ khoảng 2,45 – 2,10 tỷ năm trước đây. Nó ít nhất bao gồm các thềm lục địa Laurentia, Baltica, Úc và Kalahari.